# Sebastian Barthold
Sebastian Barthold, född 27 augusti 1991, är en norsk handbollsspelare som spelar för Aalborg Håndbold och det norska landslaget. Han är högerhänt och spelar som vänstersexa.